# 前田奈恵子
前田 奈恵子（まえだ なえこ、1991年7月12日 -）は青森県出身の日本の柔道家。70kg級の選手。身長は165cm。組み手は左組み。得意技は内股。

## 人物
柔道は11歳の時に五所川原柔道少年団で始めた。五所川原第一中学3年の時に全国中学校柔道大会の70kg級で3位になった。埼玉栄高校へ進むと、2年の時には金鷲旗で同級生の烏帽子美久や馬場菜津美らとともに活躍して優勝した。インターハイの団体戦では決勝で阿蘇高校に敗れて2位だった。高校選手権の団体戦には出場しなかったが、チームは優勝を飾った。3年の時には金鷲旗の決勝で佐藤瑠香率いる八幡工業高校を破って2連覇を達成した。インターハイ個人戦では5位にとどまったが、団体戦では烏帽子や菅原歩巴とともに決勝で淑徳高校を破って優勝して、高校女子柔道史上初となる団体3冠(高校選手権、金鷲旗、インターハイ)を達成した。全日本ジュニアでは決勝で高校の同級生の馬場に敗れて2位だった。
2010年には帝京大学へ進むと、1年の時には体重別団体の決勝で環太平洋大学に敗れて2位だった。2年の時には3位だったが、3年の時には決勝で山梨学院大学を破って優勝した。優勝大会では3位だった。4年の時には体重別の初戦で綜合警備保障の田知本遥を破って3位になった。優勝大会と学生体重別でも3位になった。
2014年にはJR東日本の所属になった。2015年からは2年連続して実業個人選手権の決勝でコマツの大野陽子に敗れて2位だった。アジアオープン・台北ではオール一本勝ちで国際大会初優勝を飾った。講道館杯では初戦で世界選手権5位である三井住友海上の新井千鶴と対戦すると、GSに入ってから5分経過したところで指導を取り競い勝つも、準々決勝で山梨学院大学2年の新添左季に指導2で敗れるなどして3位だった。12月のグランドスラム・東京では準決勝で新添に指導2で敗れるも、3位決定戦でコマツの大野陽子にGSに入ってから指導で競い勝って3位に入った。2017年2月のヨーロッパオープン・オーバーヴァルトでは3位だった。4月の体重別では準決勝で新井に指導2で敗れて3位だった。7月のグランプリ・フフホトでは決勝で韓国の金省然に指導3で反則勝ちを収めるなどオール一本勝ちしてIJFワールド柔道ツアー初優勝を飾った。8月の実業個人選手権では決勝で綜合警備保障の安松春香に袈裟固で敗れて3年連続2位に終わった。

## 主な戦績
- 2006年 -　全国中学校柔道大会　3位
- 2008年 -　金鷲旗　優勝
- 2008年　- インターハイ　団体戦　2位
- 2009年 -　金鷲旗　優勝
- 2009年　- インターハイ　個人戦　5位　団体戦　優勝
- 2009年　- 全日本ジュニア　2位
- 2009年 -　エクサンプロバンスジュニア国際　2位
- 2010年　- 韓国ジュニア国際　2位
- 2010年 -　体重別団体　2位
- 2011年 -　体重別団体　3位
- 2012年 -　優勝大会　3位
- 2012年 -　体重別団体　優勝
- 2013年 -　体重別　3位
- 2013年 -　優勝大会　3位
- 2013年 -　学生体重別　3位
- 2014年　- 実業個人選手権　3位
- 2015年　- 実業個人選手権　2位
- 2016年　- 実業団体　2位
- 2016年　- 実業個人選手権　2位
- 2016年　- アジアオープン・台北　優勝
- 2016年　- 講道館杯 3位
- 2016年　- グランドスラム・東京　3位
- 2017年 -　ヨーロッパオープン・オーバーヴァルト　3位
- 2017年 -　体重別　3位
- 2017年 -　グランプリ・フフホト　優勝
- 2017年　- 実業個人選手権　2位
- 2017年 -　講道館杯　5位
- 2018年 -　ヨーロッパカップ・ツェリェ　2位
- 2019年　- 実業団体　3位

(出典、JudoInside.com)